# Nephodia iridescens
Nephodia iridescens là một loài bướm đêm trong họ Geometridae.